# Tangueria
|  | Denne artikel er oprettet af botten PalnaBot ud fra en ekstern database. Den kan derfor have sproglige fejl eller mangler. Denne skabelon kan fjernes efter kontrol af indholdet. |

Tangueria er en film instrueret af Maria Mac Dalland efter eget manuskript.

## Handling
Tangueria betyder tango dansested. Denne film er optaget i Club Sudamerica, Montevideo, Uruguay i december 1993.